# 尖山农场
尖山农场是一个位于中华人民共和国黑龙江省黑河市嫩江市的农场，亦是黑龙江省农垦九三管理局所属的一个农场。
尖山农场始建于1949年3月, 地处小兴安岭南麓向前延伸的丘陵地带。总面积400平方公里。农场下辖6个农业单位和17个企事业单位，总人口1.5万人，职工4708人。

## 行政区划
尖山农场下辖以下单位：
尖山场直社区、尖山农场农业管理区、尖山农场第一作业站、尖山农场第二作业站、尖山农场第三作业站、尖山农场第一畜牧养殖区、尖山农场第二畜牧养殖区、尖山农场第七管理区、尖山农场第八管理区和尖山农场第九管理区。